# Могильников, Андрей Андреевич
Андрей Андреевич Могильников (23 августа 1989 — 20 сентября 2022) — российский игрок в хоккей с мячом, защитник.

## Карьера
Воспитанник А. А. Кузнецова.
Чемпион мира среди молодёжных сборных (2011). Бронзовый призёр турнира на призы Правительства России (2010, 2012). Чемпион России среди юниоров (2008). Победитель первенства России среди юношей (2005), серебряный призёр первенства России среди юношей (2006).
В чемпионате России провёл 165 матчей. Забил 16 голов.
Скончался 20 сентября 2022 года.